# FIELD OF VIEW
the FIELD OF VIEW（日語：ザ·フィールド·オブ·ビュー），日本搖滾樂團。1994年出道，2002年12月解散。代表歌曲有「因為有你在」、「Last Good-bye」、「突然」、「心逐漸地被你魅惑」及「喊出心中渴望」等。

## 成員
淺岡雄也（日語：浅岡 雄也／あさおか ゆうや，1969年1月25日—）／主唱、作詞、作曲
東京都出身。A型血。解散後，目前以獨唱歌手身份持續從事音樂活動。
小橋琢人（日語：小橋琢人，1965年12月5日—）／鼓手、作詞、作曲（團長）
東京都出身。A型血。
解散後，同樣以鼓手身份加入柳時元為中心人物的樂團「櫻」。同時在Being Music School擔任爵士鼓講師。
小田孝（日語：小田孝，1972年6月16日—）／吉他手、作曲
東京都出身。A型血。解散後加入經紀公司研音，以「音樂導演」身份曾為星村麻衣和絢香等人進行音樂指導。一方面也正在為新人樂團進行業務協助。
新津健二（日語：新津健二，1965年9月27日—）／貝斯、作曲、編曲
東京都出身。O型血。曾在「心逐漸地被你魅惑」等單曲的時期上電視節目。FIELD OF VIEW解散後，擔任歌手Ryu歌曲「聽不見的告白」的貝斯伴奏、及北原愛子歌曲「思出」的吉他伴奏。目前擔任藝人DAIGO所帶領搖滾樂團BREAKERZ的經紀人。

## 前成員
安部潤（日語：安部 潤／あべ じゅん，1968年3月1日—）／鍵盤手、編曲
福岡縣出身。於FIELD OF VIEW的第3張單曲「Last Good-bye」推出後退團，理由是為了專注從以前想從事的自身編曲家工作。
退團後，以編曲家和鍵盤手身分持續活躍。
FIELD OF VIEW主唱淺岡單飛之後，曾幫他進行歌曲的編曲，而且以支援鍵盤手身份參加淺岡的個人演唱會（1st、2nd）。

## 來歷
- 1994年2月9日：從加入Being旗下唱片公司ZAIN RECORDS（日语：ZAIN RECORDS）開始，以樂團團名「view」在樂壇正式出道。並發行過2張單曲。
- 1995年5月15日：所有成員將自身的形象風格從輕便休閒風，轉變成穿著筆挺的黑色西裝形象，同時以新的團名「FIELD OF VIEW」重新出道[1]。推出「因為有你在（日语：君がいたから）」、「突然（日语：突然）」及「心逐漸地被你魅惑（日语：DAN DAN 心魅かれてく）」等單曲之後，創下了自出道以來的最高銷售量，成為FIELD OF VIEW他們的知名代表歌曲。同年，單曲「Last Good-bye（日语：Last Good-bye）」發行之後，鍵盤手安部宣布退團。次年1996年，單曲「心跳（日语：ドキッ）」發行之際，新成員、新津（貝斯手）正式加入FIELD OF VIEW。值得一題的是，新津是透過安部的介紹下加入FIELD OF VIEW的[注 1]。
- 1996年9月29日：舉辦FIELD OF VIEW出道的第一場現場演唱會“Live Horizon Ver.1”（支援貝斯手有藤井理央（日语：藤井理央））。至2002年解散為止一直全程參與“Live Horizon”的公演活動。
- 1998年5月20日：單曲「喊出心中渴望（日语：渇いた叫び）」發行之後，FIELD OF VIEW將所屬唱片公司從ZAIN RECORDS轉移至日本古倫美亞的子公司「Beat reC」。
- 2001年5月30日：發行移籍之後的首張單曲「夏天的記憶（日语：夏の記憶）」，同時將團名改成「the FIELD OF VIEW」。但在改名不久之後，又重返老東家ZAIN RECORDS。
- 2002年7月10日：FIELD OF VIEW的第21張、以及最後一張單曲「Melody（日语：Melody (FIELD OF VIEWの曲)）」發行之後，從此宣布正式解散。
- 2002年10月9日：發行解散後的精選專輯「Memorial BEST ～Gift of Melodies～（日语：Memorial BEST 〜Gift of Melodies〜）」[1]、以及首張PV集的DVD「VIEW CLIPS ～Memorial Best～（日语：VIEW CLIPS 〜Memorial Best〜）」。
- 2002年11月：在東京（澀谷公會堂）與大阪（大阪厚生年金會館（日语：オリックス劇場#大阪厚生年金会館））舉辦解散後的告別演唱會。
- 2002年12月1日：在赤坂BLITZ舉辦追加公演才完全解散。次年發行解散後演唱會的DVD「the FIELD OF VIEW FINAL LIVE “Live Horizon-SUPERIOR 2002 ～Gift of Memories～”（日语：the FIELD OF VIEW FINAL LIVE “Live Horizon-SUPERIOR 2002 〜Gift of Memories〜”）」。
- 2012年10月4日－11月29日：於『“BEING LEGEND”Live Tour 2012（页面存档备份，存于）』短暫再結成。由於會場、公演日期參加的成員與以前不同，因此並非完全復活（全場公演只有參加的只有淺岡一人、除了小田未出席所有的場次之外）。但安部、小橋與新津仍有參加部分的場次。

解散後，淺岡以獨唱歌手身份持續推出他的新單曲與新專輯，並且不定期舉辦演唱會。而小橋和新津2016年3月現在是Being所屬。

## 音樂作品

### 單曲

#### view時期
1994年正式出道，由淺岡雄也（主唱）、小田孝（吉他手）、小橋琢人（鼓手）、安部潤（鍵盤手）共4位男性組成。
一方面在1997年發行FIELD OF VIEW時期（下述）的精選專輯《SINGLES COLLECTION+4》中，第一次收錄了view此時期推出的單曲與「別迷惑」。但是，其音源有經過重新錄製，因此與view時期推出的音樂版本不同。至今，單曲版「別迷惑」仍在FIELD OF VIEW所有成員非公認的精選專輯《BEST OF BEST 1000 FIELD OF VIEW》可以聽得到。
|     | 發行日期      | 單曲名稱（日文名稱） | 樂曲製作                                       | 最高排名 | 備註                                                   |
| --- | ------------- | -------------------- | ---------------------------------------------- | -------- | ------------------------------------------------------ |
| 1st | 1994年2月9日  |                      | 作詞、作曲：淺岡雄也 編曲：池田大介            | 第97名   | 7-Eleven廣告歌曲                                       |
| 2nd | 1994年8月10日 | 別迷惑 （）          | 作詞：淺岡雄也 作曲：多多納好夫 編曲：池田大介 | 圈外     | 視康廣告歌曲 朝日電視台綜藝節目《目擊！DQN》片尾主題曲 |

#### FIELD OF VIEW時期
從此時期開始，FIELD OF VIEW將他們的形象風格從輕便休閒風，搖身一變成衣著筆挺黑色西裝的形象重新出道。
但在單曲「Last Good-bye」發行之後，安部卻突然退團，短暫期間FIELD OF VIEW成員只剩3人。直到單曲「心跳」亮相時期，因新成員新津健二的加入，從此FIELD OF VIEW又恢復成4人團體，而且他們的音樂特色比之前有相當大的成長與進步。
1998年，FIELD OF VIEW將所屬唱片公司從Being移籍至日本古倫美亞的子企業「Beat reC」。從今以後，FIELD OF VIEW潮著搖滾樂的實驗性和探索性挑戰。
|      | 發行日期       | 單曲名稱（日文名稱）        | 樂曲製作                                                         | 最高排名 | 備註 |
| ---- | -------------- | --------------------------- | ---------------------------------------------------------------- | -------- | --- |
| 3rd  | 1995年5月15日  | 因為有你在 （）             | 作詞：井泉水 作曲：織田哲郎 編曲：葉山武                         | 第3名    | 富士電視台電視劇《燦爛的季節》主題歌曲                                                                                   |
| 4th  | 1995年7月24日  | 突然                        | 作詞：井泉水 作曲：織田哲郎 編曲：葉山武                         | 第2名    | 寶礦力水特廣告歌曲 任賢齊翻唱成2005年「兩極」專輯裡的「永不退縮」，小蟲作詞，洪信傑編曲                                  |
| 5th  | 1995年11月13日 | Last Good-bye               | 作詞：井泉水 作曲：多多納好夫 編曲：葉山武                       | 第3名    | TBS教育、綜藝節目 《日立 發現世界不可思議的地方！》片尾主題曲                                                            |
| 6th  | 1996年3月11日  | 心漸漸被你吸引 （DAN DAN 心魅かれてく）         | 作詞：井泉水 作曲：織田哲郎 編曲：葉山武                         | 第4名    | 富士電視台電視動畫《七龍珠GT》片頭主題曲 電影動畫《七龍珠：最強之道》主題歌曲 樂敦製藥「新樂敦兒童舒適型眼藥水」廣告歌曲 |
| 7th  | 1996年5月20日  | 心跳 （）                   | 作詞：山本百合 作曲：淺岡雄也 編曲：葉山武                       | 第4名    | 「ANA'S Paradise沖繩」宣傳活動歌曲                                                                                       |
| 8th  | 1996年11月18日 | Dreams                      | 作詞：辻尾有佐 作曲：織田哲郎 編曲：德永曉人                       | 第14名   | 讀賣電視台、日本電視台電視劇 《Natural 愛的方向》主題歌曲                                                                |
| 9th  | 1997年4月23日  | 想在這街上和你一起生活 （） | 作詞、作曲：小松未步 編曲：葉山武                                | 第14名   | 朝日電視台綜藝節目 《超次元Time Bomber》片尾主題曲                                                                       |
| 10th | 1998年5月20日  | 喊出心中渴望 （）           | 作詞、作曲：小松未步 編曲：小澤正澄                              | 第19名   | 朝日電視台電視動畫《遊☆戲☆王》片頭主題曲                                                                                 |
| 11th | 1998年7月29日  |                             | 作詞、作曲：淺岡雄也 編曲：FIELD OF VIEW、池田大介               | 第32名   | 富士電視台綜藝節目 《奇跡體驗！Unbelievable》片尾主題曲                                                                  |
| 12th | 1998年9月23日  |                             | 作詞：淺岡雄也 作曲：小田孝 編曲：FIELD OF VIEW、池田大介        | 第35名   | TBS資訊節目、Wide Show《閒談！TOKYO MAGAMIZE》片尾主題曲                                                                 |
| 13th | 1999年3月17日  | CRASH                       | 作詞：AZUKI七 作曲：綿貫正顯 編曲：池田大介                      | 第35名   | |
| 14th | 1999年5月19日  | 藍色雨傘 （）               | 作詞：AZUKI七 作曲：大野愛果 編曲：FIELD OF VIEW、德永曉人       | 第34位   | TBS體育綜藝節目《挑戰冠軍王》片尾主題曲                                                                                  |
| 15th | 1999年7月28日  | Still                       | 作詞：淺岡雄也 作曲：FIELD OF VIEW 編曲：FIELD OF VIEW、德永曉人 | 第39名   | TBS綜藝節目《Wonderful》片尾主題曲                                                                                       |
| 16th | 1999年12月22日 | 冬天敘事曲 （）             | 作詞：小田佳奈子 作曲：多多納好夫 編曲：池田大介                 | 第35名   | TBS紀錄片節目《》片尾主題曲                                                                                              |
| 17th | 2000年2月23日  | Beautiful day               | 作詞：淺岡雄也 作曲：寺尾廣 編曲：FIELD OF VIEW、池田大介        | 第48名   | 讀賣電視台節目《》片頭主題曲 FM大阪、FM愛知電台節目《SOUND WALK》片頭主題曲                                              |
| 18th | 2000年10月11日 |                             | 作詞：小田佳奈子 作曲：多多納好夫 編曲：池田大介                 | 第32名   | 日本電視台節目《》片尾主題曲                                                                                             |
| 19th | 2001年2月21日  | Truth of Love               | 作詞：淺岡雄也 作曲：河野雅昭                                    | 第48名   | |

#### the FIELD OF VIEW時期
2001年，FIELD OF VIEW重返老東家ZAIN RECORDS之際，又將團名改成「the FIELD OF VIEW」。但在不久之後，次年2002年立即宣布正式解散。並於東京和大阪舉辦告別演唱會。
|      | 發行日期      | 單曲名稱（日文名稱） | 樂曲製作                                                 | 最高排名 | 備註                                       |
| ---- | ------------- | -------------------- | -------------------------------------------------------- | -------- | ------------------------------------------ |
| 20th | 2001年5月30日 | 夏天的記憶 （）      | 作詞：小田佳奈子 作曲：豬島庄司 編曲：新津健二、池田大介 | 第49名   |                                            |
| 21st | 2001年7月25日 | 海市蜃樓 （）        | 作詞：高森健太、Jane-F 作曲：高森健太 編曲：新津健二     | 第52名   |                                            |
| 22nd | 2002年7月10日 | Melody               | 作詞：小橋琢人 作曲：小田孝 編曲：新津健二               | 第23名   | TBS音樂節目《COUNT DOWN TV Neo》片尾主題曲 |

### 專輯
|        | 發行日期       | 專輯名稱                                            | 最高位   |
| ------ | -------------- | --------------------------------------------------- | -------- |
| 1st    | 1995年10月10日 | FIELD OF VIEW I                                     | 第1名    |
| 2nd    | 1996年10月2日  | FIELD OF VIEW II                                    | 第4名    |
| Best   | 1997年10月8日  | SINGLES COLLECTION+4                                | 第3名    |
| 3rd    | 1998年9月30日  | FIELD OF VIEW III ～NOW HERE NO WHERE～             | 第13名   |
| 4th    | 1999年8月25日  | LOVELY JUBBLY                                       | 第24名   |
| 5th    | 2000年3月29日  | CAPSULE MONSTER                                     | 第43名   |
| 精選   | 2000年10月11日 | FIELD OF VIEW BEST ～fifteen colours～              | 第23名   |
| 台灣盤 | 2001年5月30日  | the FIELD OF VIEW BEST 2001 Limited Edition of Asia | 台灣發售 |
| 精選   | 2002年10月9日  | Memorial BEST ～Gift of Melodies～                  | 第19名   |
| 精選   | 2003年8月20日  | complete of FIELD OF VIEW at the BEING studio       | 第83名   |
| 精選   | 2007年12月12日 | BEST OF BEST 1000 FIELD OF VIEW                     | 第107名  |
| 精選   | 2013年6月12日  | FIELD OF VIEW BEST HITS                             | 對象外   |

### DVD
|     | 發行日期      | DVD名稱                                                                        | 最高排名 |
| --- | ------------- | ------------------------------------------------------------------------------ | -------- |
| 1st | 2002年10月9日 | VIEW CLIPS ～Memorial Best～                                                   | 第9名    |
| 2nd | 2003年2月12日 | the FIELD OF VIEW FINAL LIVE “Live Horizon-SUPERIOR 2002 ～Gift of Memories～” | 第10名   |

### 合輯
- It's TV SHOW!!（DISCII M-6.心逐漸地被你魅惑） 2004年10月27日
- COUNTDOWN BEING（日语：COUNTDOWN BEING）（只在網路商店進行販售）
- FUN Greatest Hits of 90's（日语：FUN Greatest Hits of 90's）（收錄了『突然』、『心逐漸地被你魅惑』）
- BEST HIT BEING（日语：BEST HIT BEING）（收錄了『突然』）

## 過去演出節目
- MUSIC STATION（主要進行「突然」、「心逐漸地被你魅惑」、「心跳」等單曲的宣傳和演唱）
- COUNT DOWN TV（在節目中演唱「突然」、「Last Good-bye」）
- NO.（日语：NO.）
- CD NEWS（日语：CD NEWS）（在節目的單元「CD NEWS SPECIAL（日语：CD NEWS）」中進行的單曲宣傳）
- HEY！HEY！HEY！MUSIC CHAMP
- 歌番
- POP JAM
- FIELD OF VIEW與一色紗英的倫敦搖滾音樂紀行
- FOV's life（The MUSIC 272）

## 相關項目
- Being
- ZAIN RECORDS（日语：ZAIN RECORDS）
- at the BEING studio（日语：at the BEING studio）
- Being CLASSICS（日语：Being CLASSICS）

主要提供者
- 井泉水
- 小松未步
- 織田哲郎
- 多多納好夫（日语：多々納好夫）
- 葉山武
- 池田大介（日语：池田大介 (編曲家)）

## 外部連結
- FIELD OF VIEW Official Web Site（页面存档备份，存于） （日語）－Being官網的所屬藝人簡介。